# Abdeljalil Hadda
Abdeljalil Hadda, conhecido por "Kamatcho" (em árabe, عبدالجليل حدّا - Meknès, 23 de março de 1972) é um ex-futebolista marroquino. Atuou na Copa do Mundo de 1998.

## Carreira
Por clubes, Hadda iniciou a carreira no CODM Meknès, time de sua cidade natal, em 1992. Passou ainda por Al-Ittihad (Arábia Saudita) e Club Africain (Tunísia) antes de obter destaque no futebol espanhol, onde jogou pelo Sporting Gijón.
Emprestado ao Yokohama F. Marinos em 2000, não jogou nenhuma partida pelo time japonês. Teve ainda uma segunda passagem pelo Club Africain entre 2001 e 2002 até selar seu regresso ao Marrocos, defendendo o Maghreb Fez novamente por uma temporada.
Hadda fez ainda um retorno ao CODM Meknès em 2003, marcando quatro gols em cinco jogos, encerrando sua carreira no ano seguinte, com apenas 32 anos.

## Seleção
Pela Seleção Marroquina de Futebol, Kamatcho realizou 36 partidas entre 1996 e 2002, marcando quinze gols. Além da Copa de 1998 - onde marcou dois gols, contra Noruega e Escócia - , o atacante jogou ainda três edições da Copa Africana de Nações (1998, 2000 e 2002).